# Aussac-Vadalle

Aussac-Vadalle este o comună în departamentul Charente, Franța. În 1 ianuarie 2022 avea o populație de 549 de locuitori.